# Iglesia de San Juan Bautista (Valladolid)
La iglesia de San Juan Bautista es una iglesia católica situada en la ciudad española de Valladolid.

## Historia
Ya existía en el siglo XII una ermita dedicada a San Juan Bautista, aunque el templo actual data del año 1930. La iglesia de San Juan Bautista del siglo XII fue cedida a la Orden de San Juan del Temple para que organizase su vida conventual junto a ella. Tras la desaparición de la Orden templaria en el siglo XIV, la iglesia pasó a ser parroquia. Derribada esta iglesia por su ruina en 1841, la parroquia se trasladó a la antigua iglesia del Convento de Belén, al lado del Palacio de Santa Cruz, actualmente desaparecida también.
La construcción de la iglesia actual tiene su origen en el 25.º aniversario de la consagración episcopal de Remigio Gandásegui, que motivó una suscripción popular en la ciudad para homenajear al arzobispo. Gandásegui rechazó cualquier forma de homenaje personal y manifestó su voluntad de que el dinero recaudado se empleara en erigir una nueva iglesia de San Juan Bautista. Así pues, las obras del nuevo templo se iniciaron con la colocación de la primera piedra el 16 de julio de 1930. Los planos fueron dados por el arquitecto Manuel Cuadrillero, dirigiendo las obras Julián Varona. Fue inaugurada el 23 de junio de 1932.

## Estilo

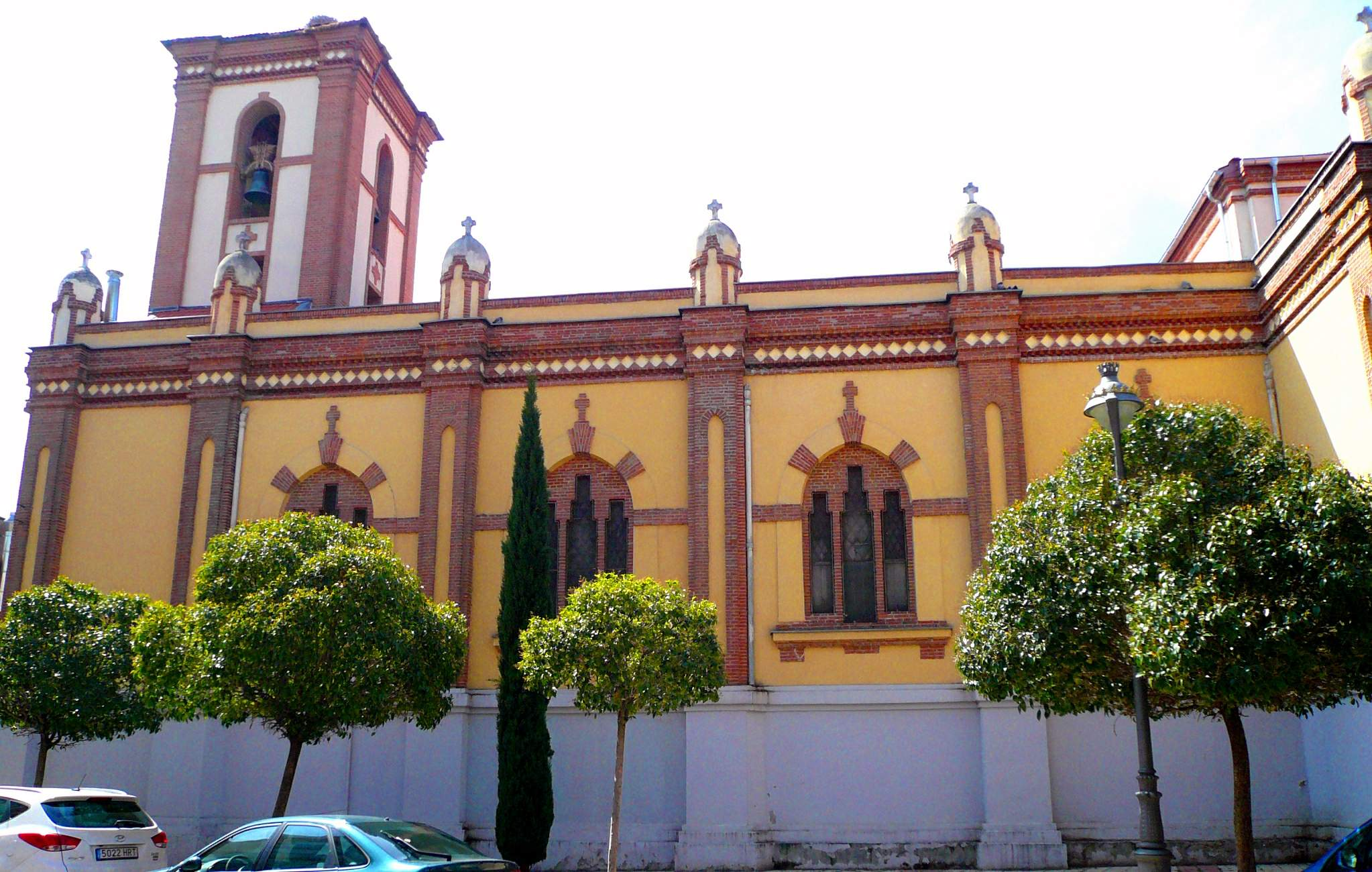
Lateral de la iglesia, año 2022.

El estilo de esta iglesia es ecléctico historicista, con ciertas reminiscencias del románico y de la tradición mudéjar de ladrillo. Tiene una sola nave con crucero y su cubrición al interior se realiza con la armadura del tejado vista, a modo de artesonado. Una torre campanario única se erige a los pies, sobre la entrada.

## Interior

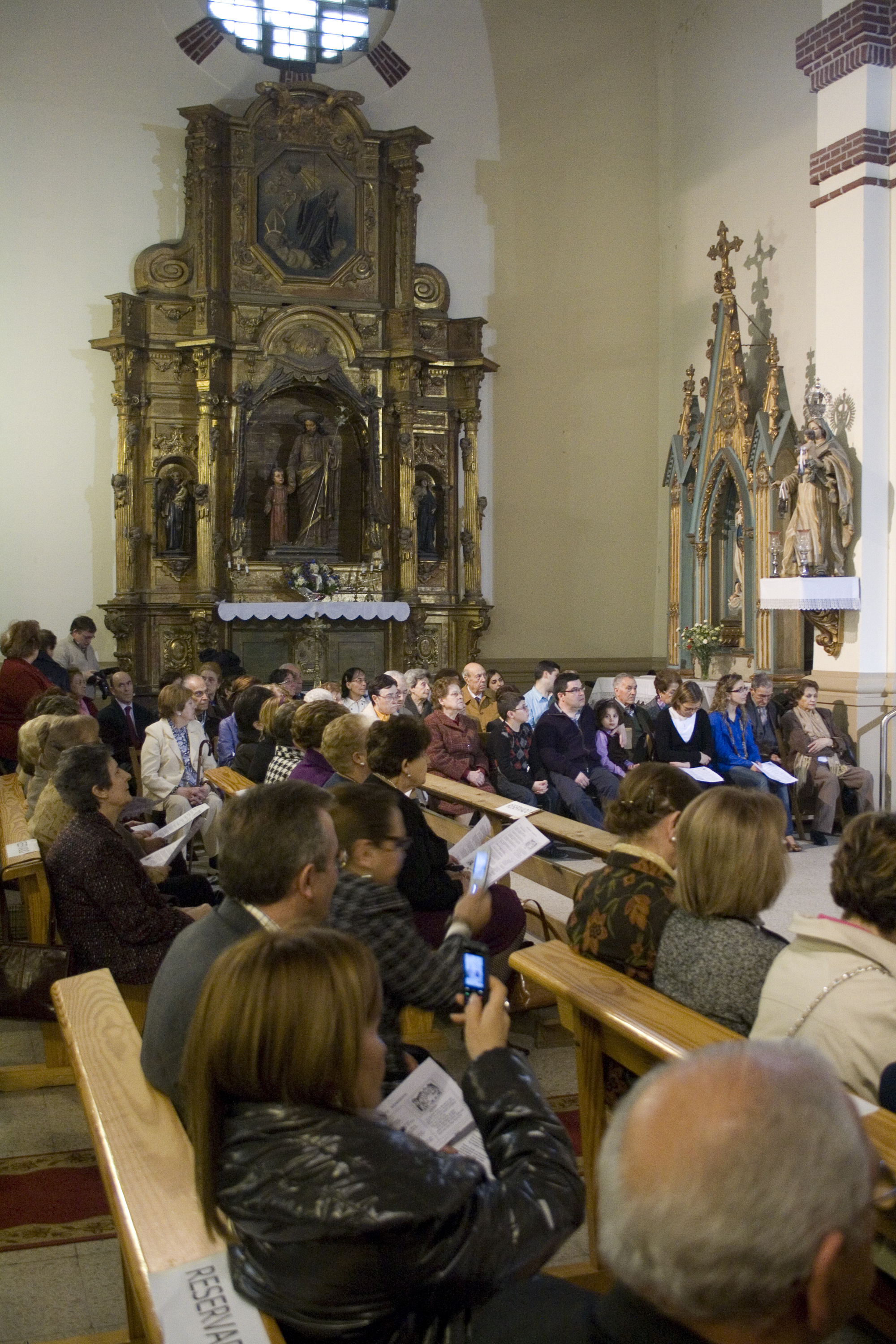
Interior de la iglesia, año 2022.

La nave posee a los lados una colección de lienzos con escenas bíblicas. En total tiene ocho lienzos, cuatro a cada lado. Proceden de la iglesia de la Pasión de Valladolid y son del siglo XVII.
En cada lado del crucero hay dos retablos y un confesionario:
Crucero del lado del Evangelio:
- Retablo de San José: que tiene una pequeña imagen de San Antonio de Padua al lado izquierdo de la imagen principal. Se trata de un retablo rococó del siglo XVIII procedente de la antigua iglesia del Convento de Belén, antes mencionada.
- Retablo de la Inmaculada Concepción, neogótico.
Crucero del lado de la Epístola:
- Retablo de la Virgen del Carmen.
- Retablo del Sagrado Corazón de Jesús: que cuenta con una imagen de la Virgen del Pilar al lado izquierdo de la imagen principal, y otra de Santa Teresita del Niño Jesús en el lado derecho. Este retablo forma pareja con el de enfrente, dedicado a San José, y como él, es rococó del siglo XVIII procedente del Convento de Belén.
Además, en cada lado hay sendas imágenes sobre un pedestal: una Virgen del Carmen y un San Juan Bautista.
En el lado izquierdo de la entrada se encuentra una capilla con la pila de bautismo y el Cristo de las Injurias, y las imágenes de San Juan Bautista, Santa Lucía y San Isidro Labrador.
El ábside está presidido por una gran relieve del Bautismo de Jesús, copia realizada en el siglo XVIII de un original de Gregorio Fernández. A los lados del ábside existen dos salas, dedicadas a sacristía y almacén.
El sagrario se encuentra en el lado izquierdo del ábside.